# Synagoga w Strzegomiu

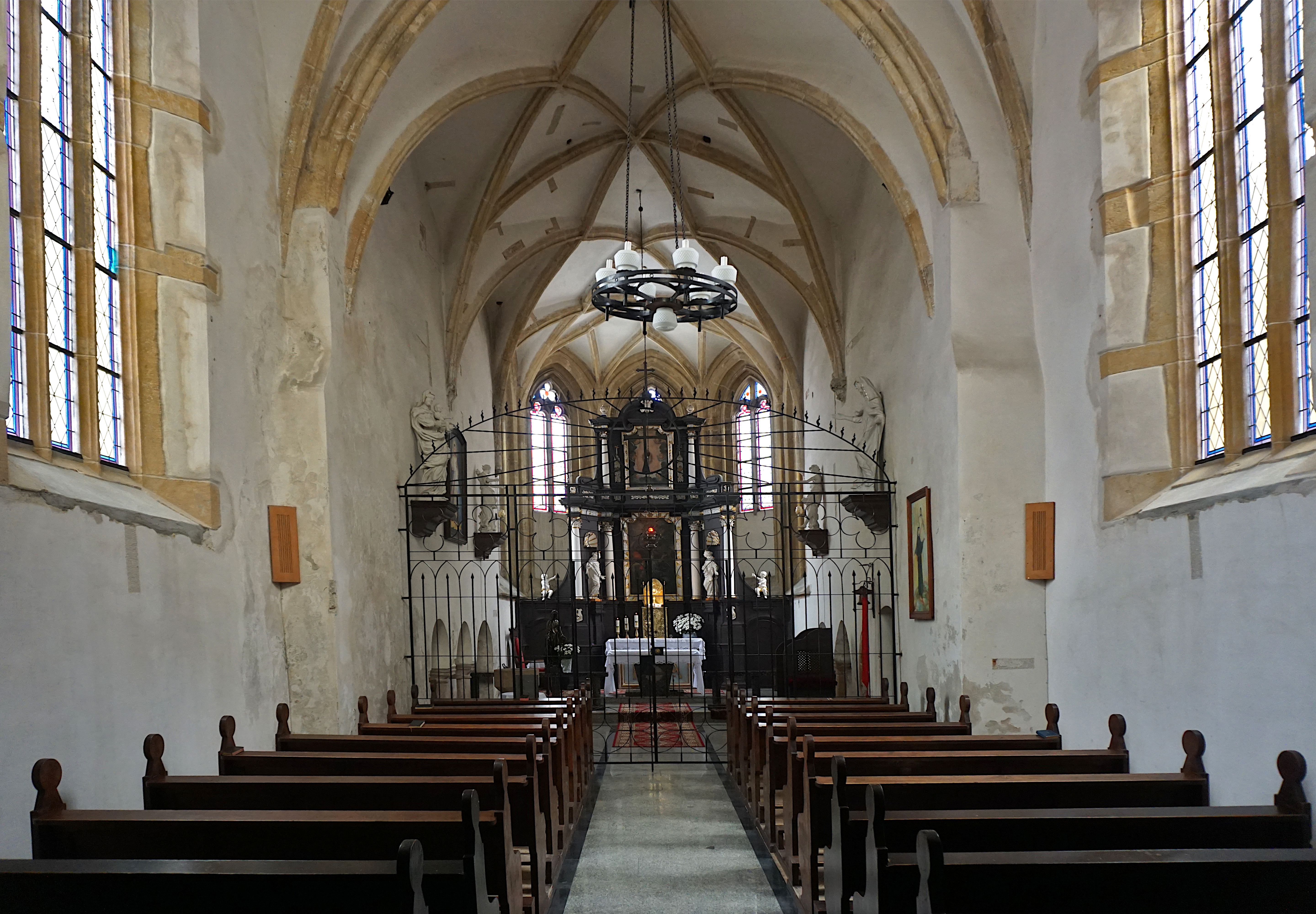
Wnętrze kościoła

Synagoga w Strzegomiu, obecnie kościół św. Barbary – budynek synagogi powstał prawdopodobnie w końcu 1380. Był to budynek murowany z kamienia, nieotynkowany i orientowany. Synagoga była jednonawowa, posiadała wieżyczkę w narożniku oraz przekryta była sklepieniem krzyżowo-żebrowym.  
W 1454 żydów strzegomskich oskarżono o zbezczeszczenie hostii i wypędzono z miasta. W 1455 synagoga została przekształcona w kościół pod wezwaniem św. Barbary z dobudowaniem prezbiterium, który istnieje do dziś. Kościół znajduje się przy obecnej ulicy Kościelnej. Został on przebudowany i obecnie ma on postać niewielkiego kościoła gotyckiego.
Żydzi powrócili do Strzegomia na początku XIX w., ale nie była to liczna gmina (w 1880 mieszkało tu 140 żydów). Nie zbudowali oni nowej synagogi w mieście.

## Architektura
Sala modlitewna o wymiarach w świetle murów 6,45 × 8,80 m, o ścianach z kamienia łamanego z przyporami przekryta jest dwuprzęsłowym sklepieniem krzyżowo-żebrowym, opartym bezpośrednio na ścianach, bez wsporników. Sale oświetlają trzy ostrołukowe okna z gotyckimi maswerkami: jedno nad portalem, dwa w ścianach południowej i północnej. Salę przykrywa wysoki, dach dwuspadowy kryty dachówką, przechodzący w dach nad dostawionym prezbiterium; zamyka go od zachodu szczyt łączący się z dobudowaną prawdopodobnie później wieżyczką z klatką schodową na chór. Wieżyczka w przyziemiu na rzucie półkola, wyżej oktagonalna przekryta ostrosłupowym dachem hełmowym. Od zachodu wprost z ulicy prowadzi wejście przez gotycki portal z figurką św. Barbary w archiwolcie. Ściana wschodnia dawnej bóżnicy została rozebrana dla połączenia z sala nowo dobudowanego prezbiterium z późnogotyckim sklepieniem sieciowym.
Ołtarz główny barokowy, powstał po 1650, z obrazem Męczeństwa św. Barbary z ok. 1820 autorstwa Scholza. Ponadto: kamienne gotyckie sakramentarium i kamienna renesansowa chrzcielnica z ok. 1500.